# Colonia San Salvador
Colonia San Salvador är en ort i Mexiko.   Den ligger i kommunen San Antonio Cañada och delstaten Puebla, i den sydöstra delen av landet, 220 km sydost om huvudstaden Mexico City. Colonia San Salvador ligger 1 961 meter över havet och antalet invånare är 121.
Terrängen runt Colonia San Salvador är huvudsakligen kuperad, men söderut är den bergig. Runt Colonia San Salvador är det tätbefolkat, med 735 invånare per kvadratkilometer. Närmaste större samhälle är Tehuacán, 12,8 km väster om Colonia San Salvador. I omgivningarna runt Colonia San Salvador växer huvudsakligen savannskog.